# Jo-Wilfried Tsonga
Jo-Wilfried Tsonga (Le Mans, 17 de abril de 1985) es un exjugador profesional de tenis francés. 
Hijo de madre francesa, Evelyne, que ejerce como profesora, y de padre congoleño, Didier, que es profesor de Química. Tsonga tuvo una excelente carrera como júnior, ganando el Abierto de los Estados Unidos en esta modalidad y alcanzando semifinales en otros tres torneos de Grand Slam en júniors. Tras temporadas plagadas de lesiones, 2007 fue su temporada de despegue, culminando el año en el puesto n.º 43 del ranking mundial y con victorias resonantes como la conseguida ante Lleyton Hewitt en el césped del Queen's Club y la victoria sobre Tim Henman en el Abierto de los Estados Unidos, en lo que fue el último partido del británico en un torneo oficial (luego jugó un encuentro de Copa Davis).
Su renacimiento tuvo lugar en el Abierto de Australia del 2008, alcanzando la final tras derrotar a grandes jugadores tales como Andy Murray, Mijaíl Yuzhny y Rafael Nadal, cayendo en el último encuentro contra el serbio Novak Djokovic en cuatro sets. Tsonga se ganó el cariño del público en el certamen, y accedió a la final como el favorito sentimental gracias a su carisma.
En Wimbledon 2011 consiguió llegar a las semifinales, obteniendo su mejor resultado en el torneo londinense. Ese mismo año consiguió llegar a la final de la Copa de Maestros cayendo derrotado por Roger Federer 3-6, 7-6 y 3-6.
En 2013, consiguió llegar hasta las semifinales de Roland Garros, donde cayó ante David Ferrer por 6-1, 7-6 y 6-2. En 2015 fue Stan Wawrinka el que le derrotó en la misma ronda del torneo parisino por 6-3, 6-7 (1), 7-6 (3) y 6-4.
Ha logrado ganar 14 torneos ATP de individuales durante su carrera, además de que ha llegado a 7 finales. En 2014 se alzó junto a su compatriota Alize Cornet con la Copa Hopman celebrada en Perth (Australia).

## Carrera como profesional

### 2003
Registró 19-12 en Torneos Futures, llegando a su primera final de un Future y logrando semifinales en otros tres eventos. Jugó tres Challengers y llegó a segunda ronda en todos ellos. Fue finalista en Futures de Alemania (perdiendo ante su compatriota Édouard Roger-Vasselin).

### 2004
Adelantó más de 200 posiciones de la clasificación ATP con un récord de 18-7 en Challenger y dos títulos, y registrando un récord de 11-9 en futures. Sumó su primer triunfo ATP en el Torneo de Pekín (de categoría ATP World Tour 500), al vencer al n.º 5, el español Carlos Moyá (perdiendo contra Duck Hee Lee). Debutó en un Masters 1000 en París y venció a Mario Ančić antes de caer con el argentino Guillermo Cañas. Registró el tercer saque más veloz del circuito en el año, con 232 km/h en el ya dicho Masters de París. Ganó títulos de Futures en España en mayo y sumó títulos de Challengers en Nottingham (venciendo a Alex Bogdanovic) y Togliatti (derrotando a Ladislav Svarc).

### 2005
Este año, Tsonga solo disputó ocho torneos. Se perdió cinco meses de competición, desde noviembre de 2004 a marzo de 2005 por una hernia discal, además de realizarle dos cirugías en el hombro derecho durante el año. También estuvo fuera por lesiones lumbares y abdominales desde octubre a febrero de 2006. Entremedio de las lesiones ganó el Challenger de León (venciendo a Glenn Weiner) en abril y un Future en Francia (ganando a Alexsander Popp) en octubre (poco antes de sus nuevas lesiones). Recibió una invitación para Roland Garros
(su primer Grand Slam como profesional), donde perdió ante el norteamericano Andy Roddick en primera ronda.

### 2006
Tsonga solo pudo competir en ocho torneos debido a la recurrencia de sus lesiones lumbares y abdominales que le dejó fuera de las pistas entre mayo y mediados de septiembre. Completó un récord de 19-1 en Futures, ganando tres de ellos en cuatro finales. También ganó el Challenger de Rennes (venciendo a Tobias Summerer) y accedió a la final del Challenger de Lanzarote (perdió contra Goran Prpić).

### 2007
Finalizó en el Top 50 por primera vez en su carrera (n.º 43) gracias a consistentes resultados en ATP y Challengers, y a las olvidadas lesiones que le tuvieron casi dos años en el dique seco. Logró una marca de 14-10 en torneos ATP y 24-5 en Challengers (incluyendo cuatro títulos).
Abrió la temporada con una derrota en cuatro sets ante el n.º 7, Andy Roddick en la primera ronda del Abierto de Australia, después de ganar el primer set 20-18 en el tie break (el más largo en la historia del torneo). En marzo ganó el Future de Francia (venciendo a Andis Juska) y dos semanas después ganó el Challenger de Tallahassee, Florida (derrotando a Rik De Voest). En tres de los cuatro torneos siguientes entre abril y junio, ganó los títulos de Ciudad de México (derrotando a Bruno Echagaray), Lanzarote (venciendo a Baccanello) y Surbiton (ganando a Ivo Karlović).
En el Torneo de Queen's Club, perdió en tercera ronda, pero antes obtuvo triunfos sobre Kristian Pless y al n.º 16, el australiano Lleyton Hewitt (perdiendo contra Marin Čilić). Continuó su éxito sobre hierba en Wimbledon donde venció en sets corridos a Julien Benneteau, Nicolás Lapentti y López antes de caer con su compatriota Richard Gasquet en cuarta ronda.
En el Abierto de EE. UU. venció a Hernández y Henman (el último partido del británico), antes de caer contra el n.º 2, el español Rafael Nadal, en tercera ronda. Finalizó la temporada con sólidos resultados en su país, con cuartos de final en Metz (perdiendo contra Andy Murray), semifinales en Lyon (venciendo al n.º 11, Richard Gasquet, perdiendo contra Sébastien Grosjean) y segunda ronda en el Masters de París (perdiendo de nuevo contra Gasquet). También ganó su primer título ATP de dobles en Lyon (haciendo pareja con Sebastien Grosjean).
Sumó 0-3 contra rivales Top 10 y completó registros de 6-7 en pista dura, 5-2 en césped y 3-1 en carpeta.

### 2008
El mejor tenista de Francia irrumpió en el Top 10 con dos títulos, incluyendo su primer Masters 1000 en París.
Se clasificó para la Tennis Masters Cup de Shanghái con el título de París y llegó al n.º 7 desde el n.º 14. Junto con Gilles Simon fueron los primeros franceses en finalizar el año Top 10 desde 1986 con el n.º 4 Yannick Noah y el n.º 6 Henri Leconte.
Llegó a semifinales en el Torneo de Adelaida (venciendo a Lleyton Hewitt, perdiendo frente al finlandés Jarkko Nieminen) antes de la primera final de su carrera en un Grand Slam, en el Abierto de Australia (lo que le consagró como un tenista de futuro), tras vencer al n.º 9 Andy Murray (primera ronda), al n.º 8 Richard Gasquet (cuarta ronda) y al n.º 2 Rafael Nadal (semifinales) antes de caer en cuatro sets (6-4, 4-6, 3-6 y 6-7) ante el n.º 3 del mundo, el serbio Novak Djokovic. Escaló desde el n.º 38 al n.º 18.
En febrero debutó por primera vez en la Copa Davis contra Rumania. En mayo avanzó hasta semifinales en el Torneo de Casablanca, pero quedó fuera del partido (ante su compatriota Gilles Simon) por una lesión a la rodilla derecha que le tuvo tres meses fuera y lo obligó a operarse el 27 de mayo, perdiendóse dos Grand Slam, Roland Garros y Wimbledon.
Tsonga Australian Open 2009 1.jpg
Al regresar marcó 16-4 en seis torneos, avanzando hasta tercera ronda en el US Open (perdiendo contra el español Tommy Robredo), ganó su primer título ATP en Bangkok (vengándose de Novak Djokovic) y accedió a tercera ronda en el Torneo de Tokio y en el Masters 1000 de Madrid (perdiendo contra Roger Federer).
Cerró el año con una semifinales en el Torneo de Lyon (perdiendo contra su colega Julien Benneteau) y camino al título del Masters de París donde venció a tres Top 10, el n.º 3 Novak Djokovic (tercera ronda), al n.º 7 Andy Roddick (cuartos de final) y al n.º 8 David Nalbandian (en la final)  y anotando 25 aces en la final. También superó al n.º 11 James Blake en semifinales.
Registró un récord de 8-5 contra Top 10 con tres derrotas contra el trío Rafael Nadal, Roger Federer y Novak Djokovic (a Djokovic lo derrotó tres veces en el año). Ganó 20 partidos más que la temporada anterior y obtuvo la mejor marca contra Top 10. Tuvo registros de 27-11 en pista dura y 4-2 en polvo de ladrillo.

### 2009

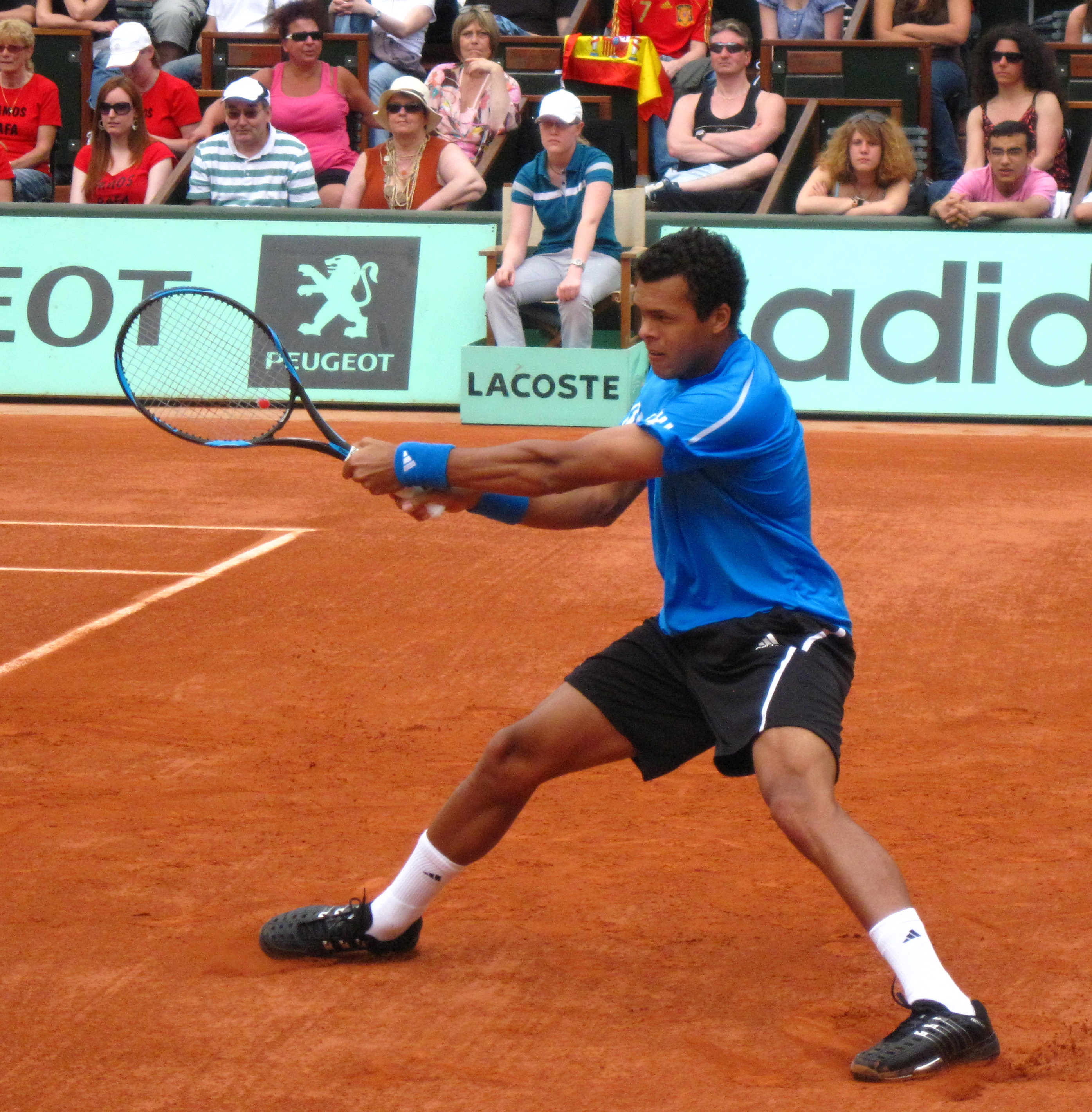
Tsonga durante un partido de Roland Garros 2009.

Finalizó en el Top 10 por segundo año consecutivo y ganó tres títulos ATP World Tour, además de sumar 53 victorias en el año. Primer francés en finalizar Top 10 en dos años consecutivos desde Yannick Noah que lo hizo desde 1985-87. En total llegó a cuartos de final en 12 torneos.
Completó 19-3 en sus primeros seis torneos, donde ganó su tercer y cuarto título ATP World Tour tras vencer en el Torneo de Johannesburgo a Jérémy Chardy y en Marsella (venciendo a Michaël Llodra) y cuatro cuartos de final en el Torneo de Brisbane (perdiendo contra Richard Gasquet), en Sídney (retirándose ante Jarkko Nieminen por una lesión lumbar), en el Abierto de Australia (perdiendo contra Fernando Verdasco) y en el Torneo de Róterdam (derrotado por Rafael Nadal).
Después de no poder revalidar los puntos de la final del Abierto de Australia de 2008, cayó desde el n.º 7 al n.º 14 el 2 de febrero (estuvo casi tres meses fuera del Top 10 antes de regresar a fines de abril).
En los siguientes 11 eventos llegó a cuartos de final dos veces, en el Masters de Miami (perdió contra Novak Djokovic en cuartos de final) y en el Masters de Montreal (perdiendo contra Andy Murray en semifinales tras batir anteriormente a Roger Federer). Perdió nueve veces antes de llegar a los cuartos de final incluidos los tres Grand Slam de ese período, en Roland Garros (perdió con el argentino Juan Martín del Potro en cuarta ronda), y en Wimbledon (siendo derrotado por Ivo Karlović en tercera ronda), y en el US Open (contra Fernando González en cuarta ronda).
En octubre alcanzó las semifinales en el Torneo de Bangkok (perdiendo contra Viktor Troicki) y ganó su tercer título ATP World Tour en el (ATP World Tour 500) (venciendo en la final al ruso Mijaíl Yuzhny). Fue reserva en las ATP World Tour Finals de Londres.
Registró 5-5 contra rivales Top 10 y completó marcas de 41-14 en pista dura, 8-4 en polvo de ladrillo y 2-2 en césped. Fue colíder (junto con Andy Roddick) con una marca de 33 tie breaks ganados (33-17). En dobles se adjudicó los trofeos de Brisbane (haciendo pareja con Marc Gicquel) y en el Masters de Shanghái (junto con Julien Benneteau).

### 2010
Acabó el año como n.º 2 de Francia (detrás del n.º 12 Gaël Monfils) finalizando en el Top 15 por tercer año consecutivo y llegó a tres semifinales; en el Abierto de Australia (derrotó a Novak Djokovic en cuartos de final, perdiendo frente a Roger Federer), en el Torneo de Marsella (perdiendo contra Julien Benneteau) y en el Torneo de Montpellier (perdiendo contra Gaël Monfils).
Alcanzó los cuartos de final en cinco eventos; en Roland Garros llegó a cuarta ronda retirándose en su partido frente al ruso Mijaíl Yuzhny, debido a una lesión en la cadera izquierda, después le dejó fuera de competencia por tres meses una lesión en la rodilla izquierda.
Regresó a la actividad en octubre. Jugó cuatro torneos (récord de 5-4) y cerró con una semifinales en Montpellier. Sumó registros de 19-10 en pista dura, 8-5 en arcilla y 4-1 en césped.

### 2011
El jugador mejor clasificado de Francia terminó Top 10 por tercera vez en cuatro años y se volvió a clasificar para las ATP World Tour Finals en Londres (perdiendo en la final contra Roger Federer, en tres sets (3-6, 7-6 y 3-6)).
Ganó dos títulos, en el Torneo de Metz (venciendo a Ivan Ljubicic) y en el Torneo de Viena (venciendo en la final a Juan Martín del Potro) y finalista en el Torneo de Róterdam (perdiendo ante Robin Soderling), Queen's Club de Londres (perdiendo ante el local Andy Murray) y en el Masters de París (perdiendo ante el suizo Roger Federer). 
Avanzó hasta semifinales en Wimbledon (venciendo al n.º 6 David Ferrer, al n.º 3 Roger Federer en cuartos de final tras remontar dos sets, perdiendo finalmente ante el que a la postre sería campeón, el serbio Novak Djokovic). En el Masters de Montreal hizo semifinales (venciendo a Federer en cuartos y perdiendo de nuevo ante Djokovic); y en el Abierto de EE. UU. llegó a cuartos de final (venciendo a Mardy Fish, perdiendo ante Roger Federer).
Jugó las semifinales de Copa Davis frente a España, donde perdió frente a Rafael Nadal el cuarto punto, lo que les eliminó de la final tras haber ganado el dobles. Ganó por segunda vez al menos 50 partidos (53 en el 2009). Quedó 10-13 contra rivales Top 10 con un triunfo sobre el n.º 1 Rafael Nadal en el Torneo de Queen's Club y copiló marcas de 38-15 en asfalto, 10-3 en césped y 7-6 en arcilla (20-6 bajo techo).

### 2012
Por segundo año consecutivo quedó como el mejor tenista francés y por cuarto vez en cinco años como Top 10 (clasificándose para las ATP World Tour Finals). 
Comenzó el año en el Torneo de Doha, donde ganó su octavo título ATP World Tour, tras vencer a compatriota Gaël Monfils 7-5 6-3 en la final. Perdió ante el n.º 26 Kei Nishikori en la cuarta ronda del Abierto de Australia. Representó a Francia frente a Canadá en primera ronda de Copa Davis ganando sus dos partidos de individuales. Hizo semifinales en el Torneo de Marsella (perdiendo ante Juan Martín del Potro) y cuartos de final en Dubái (volviendo a perder frente a Del Potro).
En marzo perdió en tercera ronda del Masters de Indian Wells (perdiendo ante David Nalbandian) antes de hacer cuartos de final en el Masters de Miami (perdiendo ante Rafael Nadal). En abril representó a Francia ante Estados Unidos en cuartos de final de Copa Davis, cayendo en dicha ronda.
Durante gira europea sobre arcilla, compiló marcas de 9-5. Cayó en cuartos de final del Masters de Montecarlo (perdiendo ante Gilles Simon) y en el Masters de Roma (perdiendo ante Novak Djokovic). En Roland Garros perdió contra el n.º 1, Novak Djokovic (6-1 5-7 5-7 7-6(6) 6-1) luego de tener 4 puntos de partido en el cuarto set en cuartos de final. 
Tras jugar en Queen's Club llegó a Wimbledon como 5.º cabeza de serie. Perdió contra el n.º 4 Andy Murray (6-3 6-4 3-6 7-5) en semifinales. Representó a Francia en los Juegos Olímpicos de Londres, perdiendo en individuales en cuartos de final contra Novak Djokovic, aunque ganando la medalla de plata de dobles junto con Michaël Llodra.
Quedó 4-3 en gira por canchas duras, llegando a semifianales en el Torneo de Winston-Salem (perdiendo frente a John Isner).
En un tramo de cuatro torneos, tras el Abierto de EE. UU. (donde fue sorprendentemente eliminado por el eslovaco Martin Kližan en segunda ronda), tuvo marca de 13-3, con un título ATP World Tour en Metz (venciendo a Andreas Seppi) y dos finales en el Torneo de Pekín (perdiendo ante Djokovic) y en Estocolmo (perdiendo ante Tomáš Berdych). Clasificó a las ATP World Tour Finals el 1 de noviembre, cayendo en primera ronda.
En dobles hizo final en el Torneo de Marsella (haciendo pareja con Dustin Brown).

### 2013
Por quinta vez en seis años acaba en el Top 10, aunque por primera vez en tres años acaba como el segundo mejor tenista francés tras Richard Gasquet, que fue precisamente quien le impidió disputar las ATP World Tour Finals, además de que se pasó tres meses de baja debido a una lesión. Ganó un título (Torneo de Marsella) y llegó a otra final (Torneo de Metz).
Comienza la temporada, llegando a cuartos de final en el Abierto de Australia (venciendo a su compatriota y N. 10 Richard Gasquet en cuarta ronda, perdiendo ante el n.º 2 Roger Federer (6-7, 6-4, 6-7, 6-3, 3-6)). Un mes después gana su primer título del año y décimo de su carrera tras vencer en la final del Torneo de Marsella al n.º 6 del mundo, el checo Tomáš Berdych por 3-6, 7-6 y 6-4.
En marzo llega hasta los cuartos de final en el Masters de Indian Wells (perdiendo ante el n.º 1 Novak Djokovic) y a octavos de final del Masters de Miami (cayendo ante Marin Čilić).
En su gira por tierra batida (antes de Roland Garros), destacan sus semifinales en el Masters de Montecarlo (perdiendo ante Rafael Nadal) y su scuartos de final en el Masters de Madrid (perdiendo ante el posterior finalista, el suizo Stanislas Wawrinka), además de participar con Francia en la Copa Davis, aunque a pesar de ganar sus dos partidos de individuales el combinado francés no es capaz de llegar hasta las semifinales cayendo ante Argentina. 
Ya en Roland Garros, consigue llegar hasta las semifinales (vapuleando en cuartos de final al ex n.º 1 y actual n.º 3 Roger Federer en sets corridos, cayendo ante David Ferrer por un contundente 1-6, 6-7 y 2-6) igualando así su mejor participación en el torneo parisino.
Su temporada de hierba comienza en el Torneo de Queen's Club llegando hasta semifinales (cayendo ante el n.º 2 Andy Murray). En Wimbledon, se retira en su partido de segunda ronda ante el letón Ernests Gulbis, debido a una lesión de rodilla, que le tuvo poco menos de tres meses de baja, perdiéndose el US Open.
Casi tres meses después, reaparece en el Torneo de Metz, donde sorprendentemente llega a la final (perdiendo ante su compatriota Gilles Simon en sets corridos). En su gira asiática llega hasta las semifinales en el Masters de Shanghái (perdiendo ante Novak Djokovic).
Para cerrar su temporada alcanza las semifinales en el Torneo de Viena (perdiendo ante Robin Haase, lo que parecía que le daría un billete para las ATP World Tour Finals), aunque semanas después cae en segunda ronda del Masters de París (ante Kei Nishikori), lo que unido a que Gasquet llega hasta los cuartos lo deja fuera de la Tennis Masters Cup.
Registra marcas de 23-10 en pista dura, 12-4 en tierra batida y 4-2 en pasto. Quedó 3-6 ante rivales Top 10 y ganó premios en dinero de $1.744.763.

### 2014
Tsonga, comenzó el año jugando la Copa Hopman junto con su compañera Alizé Cornet. Quedaron encuadrados en el grupo B, ganando todos sus partidos ante los combinados de España, Estados Unidos y la República Checa. En la final se enfrentaron a Polonia a los que ganaron por 2-1 dándole el título a Francia por primera vez. Hay que destacar que Tsonga, ganó todos los partidos que jugó tanto en individuales como en dobles.
Como el cabeza de serie n.º 10 llegó al primer Grand Slam del año, el Abierto de Australia 2014. En primera ronda venció sin dificultades al italiano Filippo Volandri por 7-5, 6-3 y 6-3. En segunda ronda sufrió más para derrotar al brasileño Thomaz Bellucci al que ganó por un tanteo de 7-6, 6-4 y 6-4. En tercera ronda superó fácilmente a su compatriota Gilles Simon por 7-6, 6-4 y 6-2. En cuarta ronda cayó ante el ex n.º 1 del mundo y cabeza de serie n.º 6 Roger Federer por parciales de 3-6, 5-7 y 4-6.
Luego jugó el Torneo de Róterdam, donde a pesar de ganar en primera ronda a Florian Mayer, cayó ante Marin Čilić en segunda por un doble 4-6. Luego jugó el Torneo de Marsella donde defendía título. Venció con complicaciones a Nikolai Davydenko, Édouard Roger-Vasselin y Jan-Lennard Struff para colarse en la final. En dicha final no pudo con el letón Ernests Gulbis que le ganó por parciales de 6-7(5), 4-6. Luego disputó el Torneo de Dubái. Venció a Victor Hanescu en primera ronda y a Nikolai Davydenko en la segunda (tras no presentación de este). En cuartos de final fue derrotado por Tomáš Berdych por tanteo de 4-6, 3-6.
Luego disputó los primeros Masters 1000 del año. El primero fue el de Indian Wells donde fue sorprendido por su compatriota Julien Benneteau en segunda ronda cayendo por un doble 4-6. Luego jugó el de Miami. En segunda ronda derrotó a Adrian Mannarino por 6-2 y 6-4 en la que era su victoria número 200 en canchas de tierra batida. En tercera ronda sufrió para derrotar al chipriota Marcos Baghdatis por 4-6, 7-6(6), 7-5. Cayó en la cuarta ronda ante el británico Andy Murray por un contundente 4-6 y 1-6. Logró el punto decisivo para que Francia pasara a semis de la Copa Davis ante Tobias Kamke de Alemania por 6-3, 6-2 y 6-4, tras perder dos días antes ante Peter Gojowczyk e ir perdiendo 0-2.
Comenzó su temporada de tierra batida como de costumbre en el Masters de Montecarlo. En segunda ronda batió a Philipp Kohlschreiber por parciales de 6-4, 1-6, 6-4. En tercera ronda remontó a tiempo para ganar a Fabio Fognini por 5-7, 6-3 y 6-0. Cayó ante Roger Federer por parciales de 6-2, 6-7(6), 1-6, tras haber estado a tan solo dos puntos de la victoria en el segundo set.
Durante el Masters de Canadá 2014 disputado en el mes de agosto, el francés vivió una semana impensada pero soñada. Venció a Roger Federer por 7-5 y 7-6 (3) en la final del torneo y se quedó con el Abierto de Canadá, que este año se disputó en Toronto. El galo ganó el 94% de los puntos jugados con su primer servicio, pero además tuvo siete chances de quiebre, de las cuales apenas pudo concretar una. Federer, en cambio, no tuvo posibilidad alguna de doblegar al servicio del campeón, que concretó un total de 11 aces, siguiendo con la tónica de su gran semana. Así, el francés se convirtió en el primero de su país en ganar este torneo, desde su creación en 1881. Además, había sido el último galo en consagrarse en un Masters 1000 (Masters de París 2008). El francés, además, logró algo que no pasaba desde Toronto 2002 cuando el argentino Guillermo Cañas había sido el último en sumar cuatro triunfos ante jugadores Top 10 en un mismo Masters 1000. Lo de Tsonga es más llamativo ya que, hasta esta semana, su récord en el año ante el selecto grupo era de 0-7. Esta vez, pudo con Novak Djokovic, Andy Murray, Grigor Dimitrov y Roger Federer, claro. Con esta victoria regresará al N°10 del mundo por primera vez desde agosto de 2011.
Tras varios años de lesiones y altibajos, el 24 de mayo de 2022, se retiró del tenis profesional activo tras 18 años de exultante carrera, tras caer en primera ronda del Torneo de Roland Garros 2022 contra el noruego Casper Ruud por  6-7(6), 7-6(4), 6-2 y 7-6(0).

## Estilo de juego

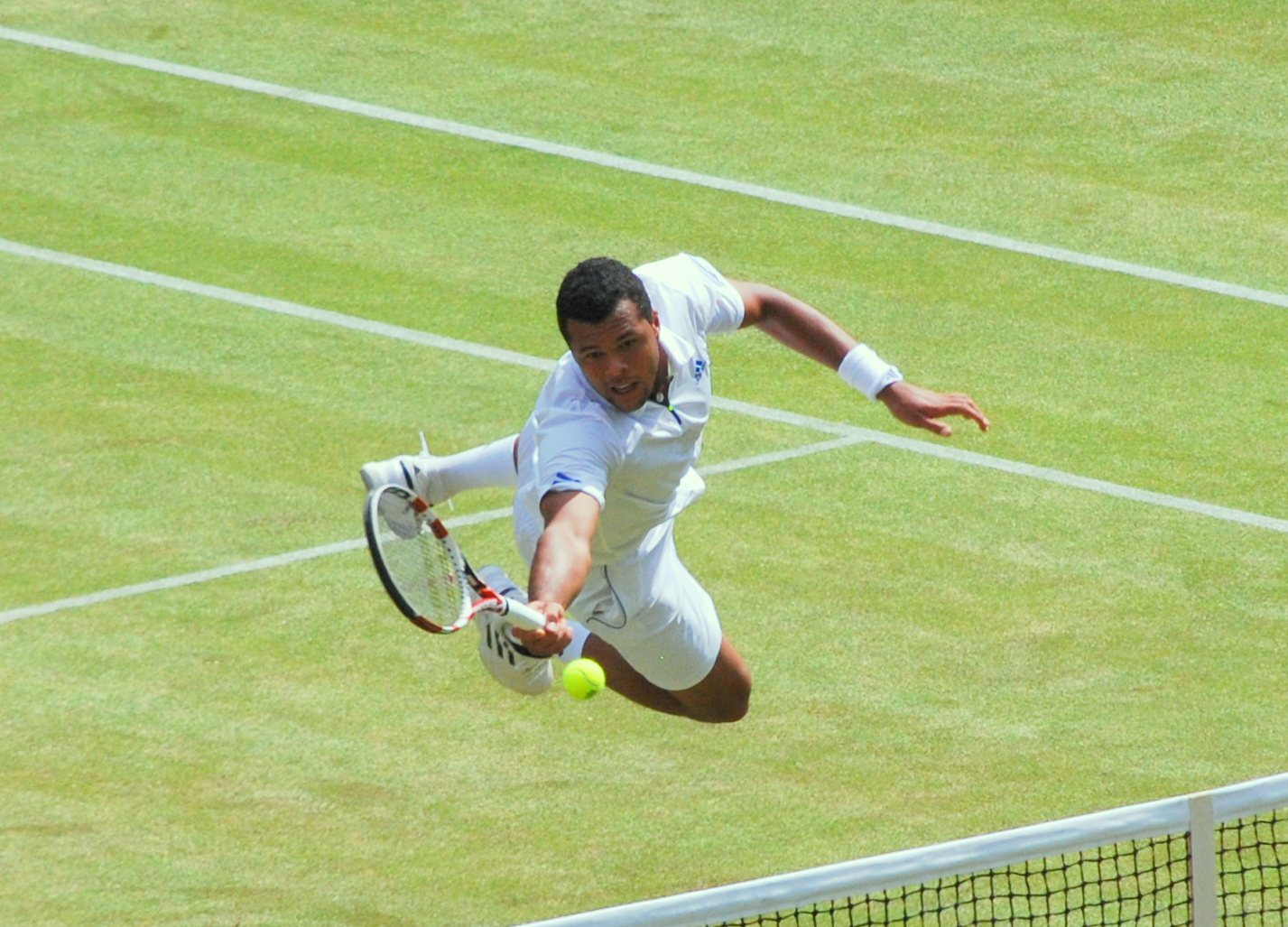
Tsonga realizando una volea acrobática en su partido de semifinales ante Novak Djokovic del Campeonato de Wimbledon 2011.

Tsonga es conocido por su eficacia potente en el servicio, además de contar con potentes golpes de derecha pesados y tener un control del juego excepcional en la red. Tiene un estilo de referencia ofensiva del juego, sino que también es capaz de mezclar su estilo de juego por apresurarse en la red. Actualmente también es uno de los pocos jugadores que quedan, que a menudo utiliza un tipo de saque y volea de juego. El movimiento de Tsonga en la cancha se considera que es muy bueno, teniendo en cuenta su altura. Si bien tiene un potente repertorio de técnicas, con su irregularidad ha tenido problemas para jugar de forma consistente en los momentos importantes.
El saque de Tsonga es uno de sus tiros rápidos, más fuertes y más dominante, mezcla potencia y velocidad, por lo que le permite crear y ganar puntos fáciles, como un as o un uno-dos-golpe. Debido a la acción de su servicio, que es radicalmente abreviado, lo hace muy bien en crear tanta energía como lo hace, con velocidades de hasta 140 mph (225 km/h).

## Equipamiento
Durante la temporada de 2009, Tsonga cambió sus raquetas de Wilson a Babolat. Estaba usando la raqueta Babolat AeroPro Drive, pero recientemente cambió a la raqueta Babolat Pure. Sus cuerdas son Luxilon ALU Power Rough.
Adidas es su patrocinador en todas las prendas que viste cuando juega al tenis.

## Clasificación en Grand Slams y Masters 1000
|                               |                          | Carrera profesional      | Carrera profesional      | Carrera profesional      | Carrera profesional      | Carrera profesional      | Carrera profesional      | Carrera profesional      | Carrera profesional      | Carrera profesional      | Carrera profesional      | Carrera profesional      | Carrera profesional      | Carrera profesional      | Carrera profesional      | Carrera profesional      | Carrera profesional      | Carrera profesional      | Carrera profesional      | Carrera profesional |         |       |  |
| torneo                        | 2003                     | 2004                     | 2005                     | 2006                     | 2007                     | 2008                     | 2009                     | 2010                     | 2011                     | 2012                     | 2013                     | 2014                     | 2015                     | 2016                     | 2017                     | 2018                     | 2019                     | 2020                     | 2021                     | SR                  | W–L     | Win % |  |
| ----------------------------- | ------------------------ | ------------------------ | ------------------------ | ------------------------ | ------------------------ | ------------------------ | ------------------------ | ------------------------ | ------------------------ | ------------------------ | ------------------------ | ------------------------ | ------------------------ | ------------------------ | ------------------------ | ------------------------ | ------------------------ | ------------------------ | ------------------------ | ------------------- | ------- | ----- |  |
| Grand Slam                    |                          |                          |                          |                          |                          |                          |                          |                          |                          |                          |                          |                          |                          |                          |                          |                          |                          |                          |                          |                     |         |       |  |
| Abierto de Australia          | A                        | A                        | A                        | A                        | 1R                       | F                        | QF                       | SF                       | 3R                       | 4R                       | QF                       | 4R                       | A                        | 4R                       | QF                       | 3R                       | 2R                       | 1R                       | A                        | 0 / 13              | 37–13   | 74%   |  |
| Roland Garros                 | Q2                       | Q2                       | 1R                       | A                        | A                        | A                        | 4R                       | 4R                       | 3R                       | QF                       | SF                       | 4R                       | SF                       | 3R                       | 1R                       | A                        | 2R                       | A                        | 1R                       | 0 / 12              | 28–12   | 70%   |  |
| Wimbledon                     | A                        | A                        | A                        | A                        | 4R                       | A                        | 3R                       | QF                       | SF                       | SF                       | 2R                       | 4R                       | 3R                       | QF                       | 3R                       | A                        | 3R                       | ND                       |                          | 0 / 11              | 32–11   | 74%   |  |
| Abierto de Estados Unidos     | A                        | Q2                       | A                        | A                        | 3R                       | 3R                       | 4R                       | A                        | QF                       | 2R                       | A                        | 4R                       | QF                       | QF                       | 2R                       | A                        | 1R                       | A                        |                          | 0 / 10              | 24–10   | 71%   |  |
| Win–Loss                      | 0–0                      | 0–0                      | 0–1                      | 0–0                      | 5–3                      | 8–2                      | 12–4                     | 12–3                     | 13–4                     | 13–4                     | 10–3                     | 12–4                     | 11–3                     | 13–4                     | 7–4                      | 2-1                      | 3-4                      | 0-1                      |                          | 0 / 46              | 121–46  | 72%   |  |
| ATP Finals                    |                          |                          |                          |                          |                          |                          |                          |                          |                          |                          |                          |                          |                          |                          |                          |                          |                          |                          |                          |                     |         |       |  |
| ATP Finals                    | No clasificó             | No clasificó             | No clasificó             | No clasificó             | No clasificó             | RR                       | DNQ                      | DNQ                      | F                        | RR                       | No clasificó             | No clasificó             | No clasificó             | No clasificó             | No clasificó             | No clasificó             | No clasificó             | No clasificó             |                          | 0 / 3               | 4–7     | 36%   |  |
| Representación Nacional       |                          |                          |                          |                          |                          |                          |                          |                          |                          |                          |                          |                          |                          |                          |                          |                          |                          |                          |                          |                     |         |       |  |
| Tenis en los Juegos Olímpicos | ND                       | A                        | ND                       | ND                       | ND                       | A                        | ND                       | ND                       | ND                       | QF                       | ND                       | ND                       | ND                       | 2R                       | ND                       | ND                       | ND                       | ND                       |                          | 0 / 2               | 4–2     | 67%   |  |
| Copa Davis                    | A                        | A                        | A                        | A                        | A                        | QF                       | 1R                       | F                        | SF                       | QF                       | QF                       | F                        | QF                       | SF                       | 'G'                      | F                        | RR                       | ND                       |                          | 1 / 12              | 19–9    | 68%   |  |
| Masters 1000                  |                          |                          |                          |                          |                          |                          |                          |                          |                          |                          |                          |                          |                          |                          |                          |                          |                          |                          |                          |                     |         |       |  |
| Indian Wells Masters          | A                        | A                        | Q1                       | A                        | A                        | 4R                       | 3R                       | 4R                       | 2R                       | 4R                       | QF                       | 2R                       | A                        | QF                       | 2R                       | A                        | A                        | ND                       | ND                       | 0 / 9               | 13–9    | 62%   |  |
| Miami Masters                 | A                        | A                        | Q1                       | A                        | A                        | 3R                       | QF                       | QF                       | 3R                       | QF                       | 4R                       | 4R                       | 3R                       | 3R                       | A                        | A                        | Q2                       | ND                       | A                        | 0 / 9               | 17–9    | 65%   |  |
| Masters de Montecarlo         | A                        | A                        | A                        | A                        | A                        | A                        | A                        | 3R                       | 2R                       | QF                       | SF                       | QF                       | 3R                       | SF                       | 2R                       | A                        | 1R                       | ND                       | A                        | 0 / 8               | 14–8    | 67%   |  |
| Masters de Roma               | A                        | A                        | A                        | A                        | A                        | 1R                       | 1R                       | QF                       | 2R                       | QF                       | 2R                       | 3R                       | 2R                       | A                        | A                        | A                        | 1R                       | A                        | A                        | 0 / 8               | 7–8     | 47%   |  |
| Masters de Madrid             | A                        | A                        | A                        | A                        | A                        | 3R                       | 2R                       | 2R                       | 3R                       | 3R                       | QF                       | 2R                       | 3R                       | 3R                       | 2R                       | A                        | A                        | ND                       | A                        | 0 / 10              | 12–9    | 57%   |  |
| Masters de Hamburgo           | A                        | A                        | A                        | A                        | A                        | 2R                       | No un evento Máster 1000 | No un evento Máster 1000 | No un evento Máster 1000 | No un evento Máster 1000 | No un evento Máster 1000 | No un evento Máster 1000 | No un evento Máster 1000 | No un evento Máster 1000 | No un evento Máster 1000 | No un evento Máster 1000 | No un evento Máster 1000 | No un evento Máster 1000 | No un evento Máster 1000 | 0 / 1               | 1–1     | 50%   |  |
| Canada Masters                | A                        | A                        | A                        | A                        | A                        | A                        | SF                       | A                        | SF                       | 2R                       | A                        | 'G'                      | QF                       | A                        | 2R                       | A                        | 1R                       | ND                       |                          | 1 / 6               | 15–5    | 75%   |  |
| Cincinnati Masters            | A                        | A                        | A                        | A                        | A                        | A                        | 2R                       | A                        | 2R                       | A                        | A                        | 1R                       | 1R                       | 3R                       | 2R                       | A                        | A                        | A                        |                          | 0 / 6               | 2–6     | 25%   |  |
| Masters de Shanghái           | No un evento Máster 1000 | No un evento Máster 1000 | No un evento Máster 1000 | No un evento Máster 1000 | No un evento Máster 1000 | No un evento Máster 1000 | 3R                       | QF                       | 2R                       | QF                       | SF                       | A                        | F                        | QF                       | A                        | A                        | A                        | ND                       |                          | 0 / 7               | 17–7    | 71%   |  |
| Masters de París              | A                        | 2R                       | A                        | Q2                       | 2R                       | 'G'                      | QF                       | A                        | F                        | QF                       | 2R                       | 3R                       | 3R                       | QF                       | 2R                       | 1R                       | QF                       | A                        |                          | 1 / 11              | 18–10   | 64%   |  |
| Win–Loss                      | 0–0                      | 1–1                      | 0–0                      | 0–0                      | 1–1                      | 10–5                     | 11–8                     | 11–6                     | 13–9                     | 14–8                     | 13–7                     | 14–7                     | 14–8                     | 14–7                     | 1–5                      | 0-1                      | 3-4                      | 0-0                      |                          | 2 / 75              | 118–72  | 59%   |  |
| Estadísticas                  |                          |                          |                          |                          |                          |                          |                          |                          |                          |                          |                          |                          |                          |                          |                          |                          |                          |                          |                          |                     |         |       |  |
| Finales                       | 0                        | 0                        | 0                        | 0                        | 0                        | 3                        | 3                        | 0                        | 6                        | 4                        | 2                        | 2                        | 2                        | 1                        | 5                        | 0                        | 2                        | 0                        |                          | 28                  | 28      | 28    |  |
| Títulos                       | 0                        | 0                        | 0                        | 0                        | 0                        | 2                        | 3                        | 0                        | 2                        | 2                        | 1                        | 1                        | 1                        | 0                        | 4                        | 0                        | 2                        | 0                        |                          | 16                  | 16      | 16    |  |
| Overall Win–Loss              | 0–0                      | 2–2                      | 0–1                      | 0–0                      | 14–10                    | 34–14                    | 53–20                    | 31–16                    | 55–24                    | 55–25                    | 39–16                    | 36–19                    | 32–16                    | 37–17                    | 37-14                    | 5-7                      | 33-19                    | 0-2                      |                          | 463-222             | 463-222 | 67.6% |  |
| Win %                         | –                        | 50%                      | 0%                       | –                        | 58%                      | 71%                      | 73%                      | 66%                      | 70%                      | 69%                      | 71%                      | 65%                      | 67%                      | 69%                      | 73%                      | 42%                      | 63%                      | 0%                       |                          | 68.7%               | 68.7%   | 68.7% |  |

## Ranking ATP al final de la temporada
| Año                      | 2001 | 2002 | 2003 | 2004 | 2005 | 2006 | 2007 | 2008 | 2009 | 2010 | 2011 | 2012 | 2013 | 2014 | 2015 | 2016 | 2017 | 2018 | 2019 | 2020 | 2021 |
| Ranking ATP Individuales | 899  | 500  | 394  | 164  | 338  | 212  | 43   | 6    | 10   | 13   | 6    | 8    | 10   | 12   | 10   | 12   | 15   | 239  | 29   | 62   | 263  |

## Datos, récords y logros
- Primer jugador en remontar un partido de Grand Slam después de estar dos sets en contra a Roger Federer (Wimbledon 2011)